# Valonský šíp 2025
89. ročník jednodenního cyklistického závodu Valonský šíp se konal 23. dubna 2025 v Belgii. 
Vítězem se stal Slovinec Tadej Pogačar z týmu UAE Team Emirates XRG. Na druhém a třetím místě se umístili Francouz Kévin Vauquelin (Arkéa–B&B Hotels) a Brit Tom Pidcock (Q36.5 Pro Cycling Team). Závod byl součástí UCI World Tour 2025 na úrovni 1.UWT a byl osmnáctým závodem tohoto seriálu. 

## Týmy
Závodu se zúčastnilo všech 18 UCI WorldTeamů a 8 UCI ProTeamů.
UCI WorldTeamy
- Alpecin–Deceuninck
- Arkéa–B&B Hotels
- Cofidis
- Decathlon–AG2R La Mondiale
- EF Education–EasyPost
- Groupama–FDJ
- Ineos Grenadiers
- Intermarché–Wanty
- Lidl–Trek
- Movistar Team
- Red Bull–Bora–Hansgrohe
- Soudal–Quick-Step
- Team Bahrain Victorious
- Team Jayco–AlUla
- Team Picnic PostNL
- UAE Team Emirates XRG
- Visma–Lease a Bike
- XDS Astana Team

UCI ProTeamy
- Israel–Premier Tech
- Lotto
- Q36.5 Pro Cycling Team
- Team Flanders–Baloise
- Team TotalEnergies
- Tudor Pro Cycling Team
- Uno-X Pro Cycling Team
- Wagner Bazin WB

## Výsledky
| Pořadí | Jezdec                  | Tým                     | Čas        |
| ------ | ----------------------- | ----------------------- | ---------- |
| 1      | Tadej Pogačar (SLO)     | UAE Team Emirates XRG   | 4h 50' 15" |
| 2      | Kévin Vauquelin (FRA)   | Arkéa–B&B Hotels        | + 10"      |
| 3      | Tom Pidcock (GBR)       | Q36.5 Pro Cycling Team  | + 12"      |
| 4      | Lenny Martinez (FRA)    | Team Bahrain Victorious | + 13"      |
| 5      | Ben Healy (IRL)         | EF Education–EasyPost   | + 13"      |
| 6      | Santiago Buitrago (COL) | Team Bahrain Victorious | + 16"      |
| 7      | Romain Grégoire (FRA)   | Groupama–FDJ            | + 16"      |
| 8      | Thibau Nys (BEL)        | Lidl–Trek               | + 16"      |
| 9      | Remco Evenepoel (BEL)   | Soudal–Quick-Step       | + 16"      |
| 10     | Mauro Schmid (SUI)      | Team Jayco–AlUla        | + 19"      |